# Amanda Eliaschová

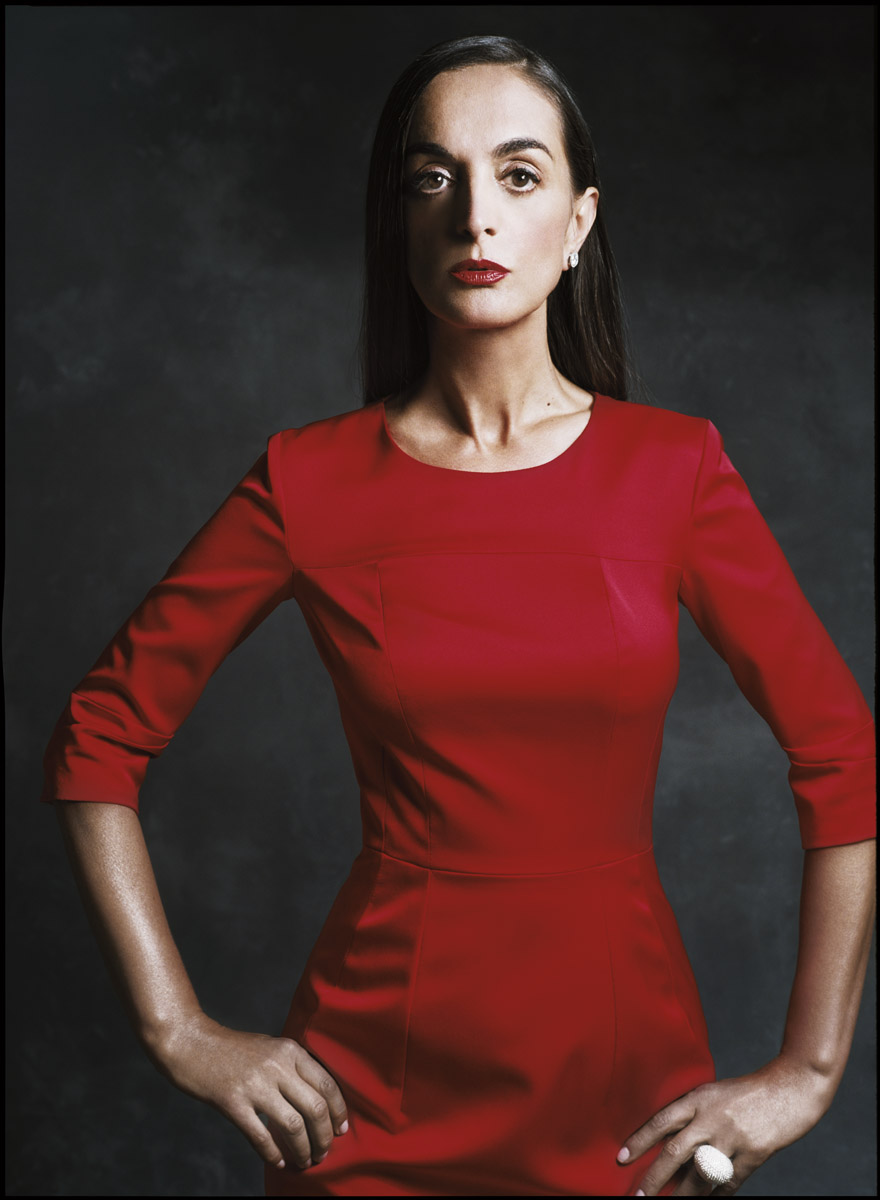
Amanda Eliaschová spolupracovala s Rushkou Bergmanovou, autor fotografie:Duttyrock

Amanda J. Eliaschová (nepřechýleně Amanda J. Eliasch, * 13. května 1960 Bejrút, Libanon) je básnířka, módní redaktorka časopisu Genlux Magazine v Los Angeles a zároveň fotografka a dopisovatelka britského magazínu The Collective Review. Je autorkou knihy poezie nazvané Cloak and Dagger Butterfly[zdroj?].

## Život a dílo

### Mládí
Její otec byl novinář, spisovatel a zahraniční dopisovatel pro Daily Mail v Bejrútu, Anthony Cave Brown. Dětství strávila ve Wiltshire Downs se svou matkou, operní zpěvačkou a učitelkou. Je vnučkou Sidneyho Gilliata, filmového režiséra, scenáristy a producenta filmů.

### Vzdělání
Studovala na Royal Academy of Dramatic Art a Academy of Live and Recorded Arts a pak absolvovala studium černobílé fotografie na The Black and White Photography school. Poté zahájila svou fotografickou kariéru. Byla studentkou u Moskevského uměleckého divadla.

## Dílo
Amanda spolupracovala s Rushkou Bergmanovou v redakci L'uomo Vogue a fotografovala portréty lidí jako byli například Ang Lee. Amanda se podílela na práci pro několik charitativních organizací, např. British Film Institute nebo London Symphony Orchestra, a pomáhala školním dětem postiženým tsunami v Phuketu.

### Knihy
- 2011. Sins of a butterfly – druhá kniha poezie
- V roce 2009 vydala knihu vlastní poezie Cloak And Dagger Butterfly s fotografiemi o dvou souběžných milostných příbězích.[2]

Pro Italian Vogue fotografovala 46 umělců v jejich vlastních studiích, např.: Tracey Eminovou, Garyho Humea, Gavina Turka, Fionu Raeovou, Sam Taylor-Woodovou, Juliana Opieho, Martina Maloneyho, Tima Noblea a Sue Websterovou, Michaela Craiga Martina, Chantal Joffeovou, Marca Quinna, Anishe Kapoora, Rachael Whitereadovou, Jenny Savilleovou, Gilberta a George a nominanta roku 2003 na Turner Prize Graysona Perryho.
Vystavovala v některých londýnských galeriích: The Black and White Gallery, The Cork Street Gallery a Proud Galleries.
The Evening Standard o jejích snímcích napsal, že Její nádherné, sexy fotografie vyzařují kouzlem půvabu a entuziasmu... Její rukopis se odráží ve stylově jistých obrázcích modelů aktů..., které byly ovlivněny dílem Boba Clarka Carlose.
Michel Comte pochválil její fotografické práce, a přirovnal ji k Manu Rayovi a Meret Oppenheimové. Charles Saatchi ji prohlásil za "nového Cartier-Bressona".